# Malabrigo (Perù)
Malabrigo (a volte chiamato in modo ridondante Puerto Malabrigo, Puerto de Malabrigo o, ufficiosamente, Puerto Chicama) è una piccola cittadina portuale del Perù. Capoluogo del distretto di Rázuri, Malabrigo è situata nella provincia di Ascope, nel dipartimento di La Libertad.
Malabrigo, sita circa 70 km a nord della città di Trujillo, è famosa nel mondo poiché nelle sue acque è presente uno spot surfistico noto come Chicama, la prima onda marina legalmente protetta del mondo, nota tra gli appassionati di surf per essere l'onda sinistra più lunga del mondo.

## Storia
La zona apparteneva all'area territoriale della cultura Cupisnique, una civiltà precolombiana che fiorì nella zona costiera del Perù settentrionale tra il 1500 e il 550 a.C.
In epoca moderna, nel 1917, su richiesta della famiglia Gildemaister, l'ingegnere tedesco Helmuth Bolzmann realizzò quello che è oggi il porto di Malabrigo, dove un tempo attraccavano le navi per caricarsi dello zucchero prodotto nelle fattorie della zona.
Nel 1965, durante un volo sopra la costa del Perù settentrionale, il surfista Chuck Shipman rimase affascinato da un'incredibile sequenza di onde che scorse al di sotto di lui. Nonostante fosse vicino alla località di Puerto Malabrigo, Shipman decise in seguito di battezzare quel luogo come Chicama utilizzando il nome di quell'area, nota come "valle del fiume Chicama", reputando che fosse un nome più adatto per uno spot surfistico ("Malabrigo" in spagnolo significa letteralmente "cattivo porto"). A partire dal 1966, Shipman organizzò diverse spedizioni per ritrovare il luogo che aveva visto dall'alto senza però riuscire mai a trovare una strada che vi arrivasse. Il posto fu infine trovato, sempre quell'anno, da Carlos "Flaco" Barreda, un amico a cui Shipman aveva descritto il posto che, alla fine di diverse ricerche infruttuose, dopo essere arrivato nel villaggio di Paijan e aver descritto il luogo agli abitanti, fu da questi indirizzato in un posto nelle vicinanze di Puerto Malabrigo, un villaggio di pescatori poco distante. Da allora, Chicama è diventata quello che è probabilmente lo spot surfistico più famoso del Perù e, grazie a questo, Malabrigo vive oggi principalmente di turismo, essendo considerato un paradiso del surf dagli appassionati di tutto il mondo grazie alla conformazione unica delle onde che si frangono sulle sue coste.

## Onde di Chicama
I surfisti locali hanno battezzato con nomi diversi le diverse sezioni in cui si formano le onde marine di Chicama. L'intero spot è lungo circa 4 km e, al 2021, i nomi delle sezioni sono, andando da sud-ovest a nord-est, dalla punta del promontorio di Cerro Malabrigo fino al molo della cittadina: "La Isla", "El Cape", "El Punto", "El Hombre" ed "El Pueblo". L'onda La Isla frange per circa 150 metri, El Cape per circa 600 metri ed El Punto per circa un chilometro se, come accade in genere, l'altezza della mareggiata è inferiore ai 180 cm, se invece la sua altezza è maggiore allora l'onda si congiunge alla sezione El Hombre, consentendo una cavalcata di 2,5 chilometri che dura alcuni minuti.
Per quanto riguarda l'onda di El Punto, la più famosa delle cinque, si tratta di un'onda abbastanza veloce e moderatamente ricurva che si infrange su un fondale sabbioso, ma che nel frangersi riesce a creare un vero e proprio tubo solo nel caso in cui l'altezza della mareggiata sia maggiore di 180 cm. La velocità dell'onda tende ad aumentare e diminuire alternativamente per tutta la sua lunghezza, ed anche per questo risulta piuttosto difficile percorrerla con un'unica cavalcata. All'incirca a metà è presente una zona in cui l'onda risulta più curva e veloce e il fondale più roccioso. Data l'altezza solitamente raggiunta dalla mareggiata, risulta solitamente difficile percorrere l'onda per più di un chilometro, tuttavia, quando l'altezza della mareggiata arriva attorno ai 2 metri, la si può percorrere per una lunghezza che arriva fino a 2,2-2,5 km.

Una simile lunghezza fa anche sì che, surfando, si possa effettuare un elevato numero di manovre sulla stessa onda, addirittura nell'ordine delle decine.
Benché il vento al largo delle coste di Malabrigo soffi costantemente tutto l'anno, ciò non è sufficiente a produrre sempre delle onde sufficientemente potenti e veloci da poter essere cavalcate. Per questo, il periodo migliore per praticare il surf nelle acque di Malabrigo si ha durante i mesi invernali dell'emisfero australe fino all'incirca a settembre, quando potenti tempeste nei cosiddetti Quaranta ruggenti  dirigono le proprie energie verso il Perù, facendo oscillare le temperature tra i 15 e i 28 gradi centigradi e le temperature dell'acqua tra i 17 e 22 °C.

### Protezione
Nel febbraio 2016, il governo peruviano stabilì, con la legge numero 27 280, alcune restrizioni relative alla zona di formazione delle onde di Chicama, tra queste vi è ad esempio il divieto di costruire a meno di 1 km da tale zona, così da scongiurare il pericolo che la forma delle onde possa in qualche modo essere modificata e rovinata. Ciò rappresentò il primo caso al mondo di protezione di un'onda, a cui lo stesso governo di Lima promise di farne seguire perlomeno altri cinque.